# Антаблемент

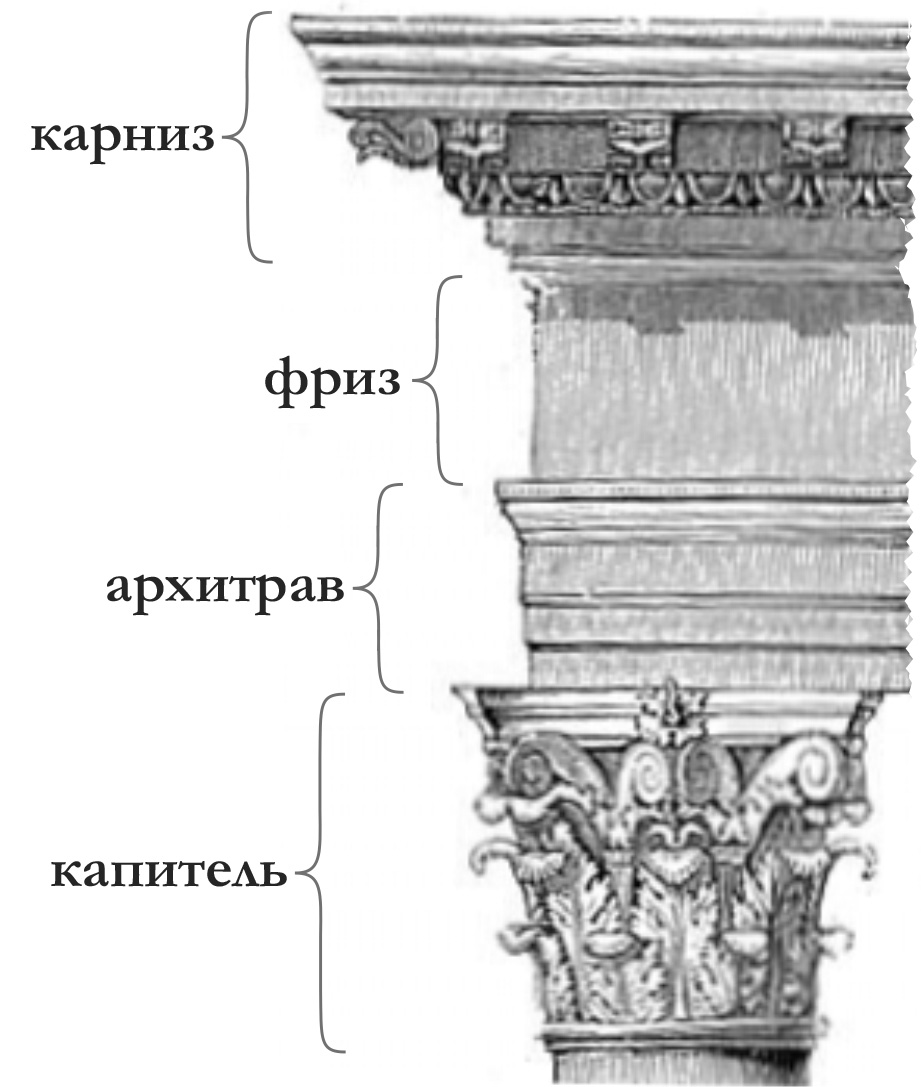
Антаблемент коринфского архитектурного ордера

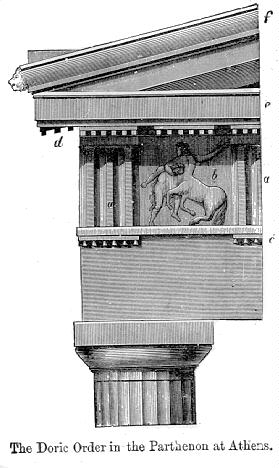
Антаблемент дорического архитектурного ордера (Парфенон, Афины)

Антаблеме́нт (фр. entablement, итал. intavolatura— «настилка, надстолье, что-то положенное на стол», «положенное плоско»; лат. tabulа — стол, доска, плита) — одна из трёх основных частей архитектурного ордера, а именно система горизонтального перекрытия, опирающегося на колонну, пилон или стену. 
Все части ордеров классической архитектуры, основные и мелкие, имеют триадное деление: постамент (стереобат), несущая часть (колонна) и несомая (антаблемент). Колонна делится на три части: база, фуст, капитель. Антаблемент также делится на три части (снизу вверх): архитрав, фриз, карниз. Антаблементом правильно называть только горизонтальный тип перекрытия. Арку, свод, купол рассматривают отдельно.
В эпоху итальянского Возрождения архитектор Джакомо Бароцио да Виньола в сочинении «Правило пяти ордеров архитектуры» (1562) канонизировал систему пропорций, определив высоту антаблемента древнегреческих ордеров в одну четверть высоты колонны (всё вместе без пьедестала составляет пять частей). Такой ордер стали называть неполным. Соотношения частей полного древнеримского ордера (с пьедесталом), по Виньоле, составляет: 4 (пьедестал), 12 (колонна) и 3 (антаблемент). Соответственно антаблемент, не имеющий одной из трех своих частей, а именно фриза, также именуют неполным. Антаблемент без архитрава называют облегченным.
Структура антаблемента различна в трёх древнегреческих архитектурных ордерах: дорическом, ионическом и коринфском, а также (в римском варианте по Виньоле) — в двух дополнительных: тосканском и композитном. Архитрав дорического и тосканского ордеров гладок и не имеет деталей; в ионическом, коринфском и композитном ордерах архитрав делится на три горизонтальных фасции (лат. fascia — повязка, полоса), уступами. Благодаря фасциям архитрав зрительно кажется легче, скрывается излишняя массивность, а также подчёркивается его горизонтальная направленность и маскируются вертикальные швы между каменными блоками. Фриз дорического ордера имеет чередующиеся триглифы и метопы, а в ионическом, коринфском и композитном оформляется рельефом (зофором) или росписью.
Карнизы в ионическом, коринфском и композитном ордерах оформляются многими деталями: дентикулами, модульонами, кронштейнами.
В постренессансной архитектуре антаблемент сочетали не только с колоннами, но также с полуколоннами, пилястрами или тектонически обработанной плоскостью стены (астилярный, или «бесколонный», ордер).